# Vejle Boldklub
Vejle Boldklub este o echipă de fotbal din orașul Vejle, Danemarca. În prezent joacă în Superliga Daneză.

## Jucători notabili
| anii 1950 - Poul Mejer (1950) - Poul Jensen (1953) - Knud Herbert Sørensen (I) (1954) - Tommy Troelsen (1957) - Henning Enoksen (1957) - Bent Sørensen (1957) anii 1960 - Johnny Hansen (1962) - Karsten Lund (1962) - Ole Fritsen (1963) - Ulrik le Fevre (1965) - Jørgen Markussen (1966) - Flemming Serritslev (1966) anii 1970 - Iver Schriver (1970) - Allan Simonsen (1971) - Knud Herbert Sørensen (II) (1971) - Gert Eg (1973) - Ib Jacquet (1975) - Ulrich Thychosen (1975) - Steen Thychosen (1977) - Alex Nielsen (1978) | anii 1980 - John Sivebæk (1980) - Troels Rasmussen (1980) - Finn Christensen (1981) - Henrik Risom (1986) - Johnny Mølby (1987) - Brian Steen Nielsen (1988) - Preben Elkjær Larsen (1988) - Keld Bordinggaard (1989) - John Larsen (1989) - Jacob Laursen (1989) anii 1990 - Kaspar Dalgas (1995) - Thomas Gravesen (1995) - Peter Graulund (1995) - Dejvi Glavevski (1995) - Thomas Sørensen (1996) anii 2000 - Erik Boye (2000) - Baré (2002) - Chris Sørensen (2004) - Bora Zivkovic (2007) - Pablo Piñones-Arce (2008) - Jimmy Nielsen (2009) - Steffen Kielstrup (2010) |

## Antrenori din 1990 până în prezent
- Ebbe Skovdahl (1990–1991)
- Allan Simonsen (1991–1994)
- Ole Fritsen (1994–1999)
- Poul Erik Andreasen (2000)
- Keld Bordinggaard (2001–2002)
- Frank Petersen (2002–2003)
- Henrik Brandenborg (2003)
- Steen Thychosen (2003)
- Jens Tang Olesen (2004)
- Hans Lauge și Mogens Nielsen (2004)
- Frank Andersen (2004-2005)
- Lasse Christensen and Jesper Søgaard (2005)
- Kim Poulsen (2006-2007)
- Ove Christensen (2007–2009)
- Lasse Christensen and Ole Schwennesen (2009)
- Mats Gren (2009-)

## Căpitani din 2003 până în prezent
- Klaus Eskildsen (2003)
- Peter Degn (2003)
- Peter Gravesen (2004)
- Carsten Hemmingsen (2004)
- Steffen Kielstrup (2005)
- Jakob Bresemann (2005-2006)
- Bora Zivkovic (2006)
- Klebér Saarenpää (2007)
- Bora Zivkovic (2007-2008)
- Jimmy Nielsen (2008-09)
- Steffen Kielstrup (2010-)